# Dora Maldonado
Dora Maldonado (ur. 9 listopada 1970) – honduraska judoczka. Olimpijka z Atlanty 1996, gdzie zajęła trzynaste miejsce w wadze ekstralekkiej.
Uczestniczka mistrzostw świata w 1995. Brązowa medalistka igrzysk panamerykańskich w 1995, a także igrzysk Ameryki Środkowej i Karaibów w 1998. Wicemistrzyni Ameryki Środkowej w 2006 roku.

## Letnie Igrzyska Olimpijskie 1996
| Konkurencja | Eliminacje           | Repasaże                 | Klas. końcowa |
| Konkurencja | Przeciwnik I         | Przeciwnik I             | Miejsce       |
| ----------- | -------------------- | ------------------------ | ------------- |
| 60 kg       | Ryōko Tamura (JPN) P | Tatiana Moskvina (BLR) P | 13.           |